# タンパク質複合体

キネシン(Kinesin)は、生体分子機械として機能するタンパク質複合体である。それはナノスケールでのタンパク質動力学を利用する。

タンパク質複合体(英語: protein complex)または多タンパク質複合体(英語: multiprotein complex)は、2つ以上の関連するポリペプチド鎖のグループである。異なるポリペプチド鎖は、異なる機能を持っている場合がある。これは、単一のポリペプチド鎖に複数の触媒ドメインが見られる多酵素複合体とは異なる。 
タンパク質複合体は四次構造の一種である。タンパク質複合体の中のタンパク質は、非共有結合的なタンパク質-タンパク質相互作用によって連結されており、異なるタンパク質複合体は、時間の経過とともに安定性の程度が異なる。これらの複合体は、多くの(ほとんどではないにしても)生物学的プロセスの基礎であり、それらが一緒になって様々なタイプの分子機械を形成し、さまざまなタイプの生物学的機能を実行する。細胞は、モジュール式の超分子複合体で構成されており、それぞれが独立した個別の生物学的機能を果たしていると考えられている。 
近接することにより、酵素複合体と基質間の結合相互作用の速度と選択性が大幅に改善され、細胞効率が向上する。タンパク質を単離するための解放細胞を破壊する手法の多くは、このような大きな複合体を本質的に破壊するため、複合体の構成要素を決定することは多くの場合、困難である。タンパク質複合体の例としては、分子分解のためのプロテアソーム、およびほとんどのRNAポリメラーゼが挙げられる。安定した複合体では、タンパク質間の大きな疎水性界面は通常、2500平方Åを超える表面積を占める。 

## 機能

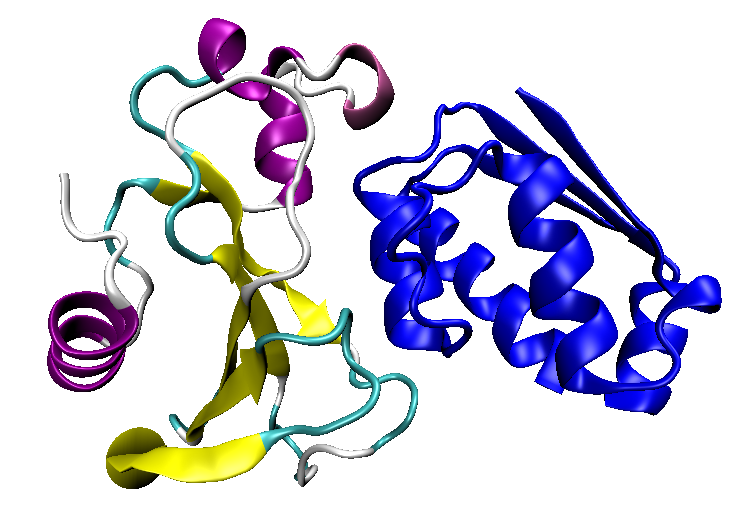
Bacillus amyloliquefaciensのリボヌクレアーゼバルナーゼ (色分け) とその阻害剤 (青) の複合体

タンパク質複合体の形成は、1つまたは複数の複合体メンバーを活性化または阻害するために役立つ場合があり、このようにして、タンパク質複合体の形成はリン酸化に類似することができる。個々のタンパク質は、さまざまな異なるタンパク質複合体の形成に関与できる。異なる複合体は異なる機能を実行し、同じ複合体でもさまざまな要因に依存して全く異なる機能を実行することがある。これらの要因には以下のようなものがある。 
- どの細胞区画（英語版）(英語: cellular compartment)に複合体が存在するか
- 細胞周期(英語: cell cycle)のどの段階で複合体が存在するか
- 細胞の栄養状態
- その他[要出典]

多くのタンパク質複合体は、特にモデル生物である酵母株のSaccharomyces cerevisiae (出芽酵母) でよく理解されている。この比較的単純な生物については現在、タンパク質複合体の研究がゲノム全体で行われており、酵母のほとんどのタンパク質複合体の解明が進められている。 

## タンパク質複合体の種類

### 偏性タンパク質 対 非偏性タンパク質複合体
タンパク質が生体内(in vivo)で単独で (他の関連タンパク質を伴わずに) 安定した十分に折りたたまれた構造を形成できる場合、そのようなタンパク質が形成する複合体は「非偏性タンパク質複合体」(英語: non-obligate protein complexes)と呼ばる。しかし、タンパク質の中には、単独では安定した十分に折りたたまれた構造を形成できず、構成タンパク質を安定化するタンパク質複合体の一部として存在するものもある。このようなタンパク質複合体は「偏性タンパク質複合体」(英語: obligate protein complexes)と呼ばれている。   

### 一時的 vs 永続的/安定的タンパク質複合体
一時的タンパク質複合体は、生体内(in vivo)で一時的に形成・分解されるのに対し、永続的複合体は比較的長い半減期を持っている。通常、偏性相互作用 (英語: obligate interactions; 偏性複合体のタンパク質-タンパク質相互作用) は永続的であるのに対し、非偏性相互作用は永続的または一時的のいずれかであることが判明している。偏性相互作用と非偏性相互作用の間には明確な区別はなく、むしろ、pHやタンパク質濃度などのさまざまな条件に依存する連続体が存在していることに注意を要する。 
ただし、一時的相互作用と永続的/安定的相互作用の特性には重要な違いがある。安定した相互作用は高度に保存されているが、一時的な相互作用は保存されていないこと、安定した相互作用の両端にある相互作用タンパク質は一時的な相互作用よりも共発現する傾向が強いこと (実際、一時的に相互作用する2つのタンパク質間の共発現確率はランダムな2つのタンパク質よりも高くはない)、一時的な相互作用は安定した相互作用に比べて共局在化していないことが挙げられる。
本質的には一過性であるが、一時的相互作用は細胞生物学にとって非常に重要である。ヒトのインタラクトームにはそのような相互作用が豊富に含まれており、これらの相互作用が遺伝子制御やシグナル伝達の主役となっており、天然変性領域 (英語: intrinsically disordered regions (IDR): ネイティブ状態で動的な相互変換構造を示すタンパク質中の領域) を持つタンパク質は、一時的な制御とシグナル伝達の相互作用に富んでいることがわかっている。

### ファジー複合体
ファジータンパク質複合体は、結合状態の中に1つ以上の構造形態または動的な構造的ディスオーダーを持っている。これは、タンパク質が一時的複合体でも永続的複合体でも、完全に折りたたまれないことがあることを意味する。その結果、特定の複合体は、環境シグナルに応じて変化する曖昧(あいまい)な相互作用を持つことがある。したがって、異なる構造の全体的効果は、異なる (それどころか正反対の) 生物学的機能をもたらす。翻訳後修飾、タンパク質間相互作用、または選択的スプライシングは、相互作用の親和性や特異性を微調整するために、ファジー複合体のコンホメーションアンサンブルを調節する。これらのメカニズムは、真核生物転写 機構の制御によく用いられている。 

## タンパク質複合体内の必須タンパク質

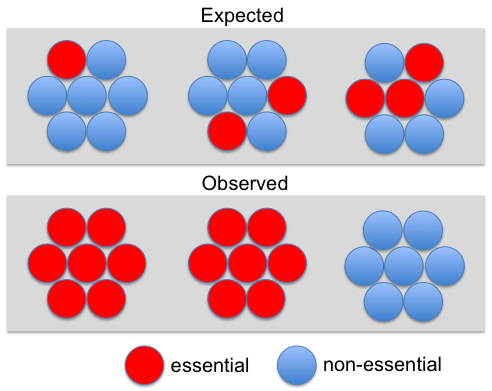
酵母複合体の必須タンパク質は、偶然に予想されるよりもはるかに少ないランダム性で発生する。(Ryan et al. 2013で修正)

いくつかの初期の研究では、必須性とタンパク質相互作用度の強い相関を示唆したが (「中心性-致死率」則)、その後の研究では、この相関が二種間(binary)または一時的相互作用 (例えば、酵母ツーハイブリッド法) では弱いことが示された。しかし、この相関は、安定した共複合体相互作用のネットワークに対しては強い。実際、不釣り合いな数の必須遺伝子がタンパク質複合体に属している。これにより、必須性は個々の構成要素ではなく、分子機械 (すなわち複合体) の特性であるという結論に至った。Wangら (2009) は、より大きなタンパク質複合体ほど必須的である可能性が高く、なぜ必須遺伝子が高い共複合体相互作用度を持つ可能性が高いかを説明した。Ryanら (2013) は、複合体全体が「モジュール必須性」(英語: modular essentiality) として不可欠であるように見えるという観察に言及した。これらの著者らは、複合体はランダムな分布を示すのではなく、必須タンパク質または非必須タンパク質のいずれかで構成される傾向があることも示した (図参照)。ただし、これはオール・オア・ナッシングの現象ではなく、酵母複合体の約26% (105/401) のみが、必須または非必須のサブユニットのみから構成されているに過ぎない。 
ヒトでは、タンパク質産物が同じ複合体に属する遺伝子は、同じ疾患の表現型をもたらす可能性が高くなる。 

## ホモ多量体とヘテロ多量体タンパク質
多量体タンパク質のサブユニットは、ホモ多量体 (ホモオリゴマー) タンパク質のように同一であっても、ヘテロ多量体タンパク質のように異なっていてもよい。多くの可溶性タンパク質や膜タンパク質は、細胞内でホモ多量体を形成し、実際は、蛋白質構造データバンク (Protein Data Bank)に掲載されているタンパク質の大部分はホモ多量体である。ホモ多量体は、多くの経路の多様性と特異性に関与しており、遺伝子発現、酵素の活性、イオンチャネル、受容体、および細胞接着プロセスを仲介および調節している可能性がある。 
神経細胞の原形質膜に存在する電位依存性カリウムチャネルは、40個の既知のαサブユニットのうち4個のサブユニットからなるヘテロ多量体タンパク質である。多量体タンパク質チャネルを形成するには、サブユニットが同じサブファミリーである必要がある。このチャネルの三次構造により、イオンは疎水性の原形質膜を通過して流れることができる。コネクソンは、6つの同一のコネクシンからなるホモ多量体タンパク質の一例である。コネクソンのクラスターは、電気的シナプスを介して信号を伝達する2つの神経細胞のギャップ結合を形成する。 

### 遺伝子内相補性
ある遺伝子によってコードされるポリペプチドの複数のコピーが複合体を形成する場合、このタンパク質構造は多量体(英語: multimer; マルチマー)と呼ばれる。マルチマーが、特定の遺伝子の2つの異なる変異誘発遺伝子(英語: mutant alleles)によって産生されるポリペプチドから形成される場合、混合マルチマーは、それぞれの変異体が単独で形成した非混合マルチマーよりも高い機能活性を示すことがある。このような場合、この現象は遺伝子内相補性(英語: intragenic complementation)、あるいは対立遺伝子間相補性 (英語: inter-allelic complementation)とも呼ばれている。遺伝子内相補性は、真菌Neurospora crassa (アカパンカビ)、Saccharomyces cerevisiae (出芽酵母)、Schizosaccharomyces pombe (分裂酵母)、細菌のSalmonella typhimurium (サルモネラ)、バクテリオファージT4、RNAウイルス、ヒトなど、さまざまな生物のさまざまな遺伝子において実証されている。そのような研究では、同じ遺伝子に欠陥がある多数の突然変異がしばしば単離され、遺伝子の遺伝地図を形成するために組換え頻度に基づいて線形順序でマップ化された。別に、相補性を測定するため、これらの突然変異体をペアで組み合わせて試験された。そのような研究からの分析結果は、一般的に、遺伝子内相補性が、多量体を形成するための異なる欠陥を持つポリペプチド単量体の相互作用から生じるという結論を導いた。多量体形成ポリペプチドをコードする遺伝子は一般的であると考えられる。このデータの一つの解釈は、ポリペプチド単量体は多量体の中で整列していることが多く、遺伝地図上で近くの部位で欠損した変異体ポリペプチドは機能が不十分な混合マルチマーを形成する傾向があるのに対し、遠くの部位で欠損した変異体ポリペプチドはより効果的に機能する混合マルチマーを形成する傾向があるということである。自己認識と多量体形成に関与する分子間力については、Jehleによって議論された。 

## 構造決定
タンパク質複合体の分子構造は、X線結晶構造解析、単粒子解析法、核磁気共鳴などの実験的手法によって決定することができる。また、タンパク質-タンパク質ドッキングという理論的な選択肢も増えてきている。一般的に使用される一つの方法は、免疫沈降法である。最近、Raicuと共同研究者らは、生細胞内のタンパク質複合体の四次構造を決定する方法を開発した。この方法は、スペクトル分解二光子顕微鏡を用いたピクセルレベルのフェルスター共鳴エネルギー移動 (FRET) 効率の決定に基づいている。FRET効率の分布を異なるモデルに対してシミュレーションすることで、複合体の形状と化学量論を得ることができる。

## アセンブリ
誤ったアセンブリ(英語: assembly; 組み立て)は破壊的な結果を招く可能性があるため、多タンパク質複合体の適切なアセンブリは重要である。アセンブリ経路を研究するために、研究者は経路の中間段階を調べる。これを可能にする技術の一つが、異なる中間状態を同時に識別できるエレクトロスプレー質量分析法である。これにより、ほとんどの複合体が秩序だったアセンブリ経路に従うことが明らかになった。変性アセンブリが可能な場合によっては、非変性状態から変性状態への変化が凝集を引き起こすため、複合体の機能を機能不全へと移行をもたらす。 
多タンパク質複合体がどのようにしてアセンブリするかについては、タンパク質の構造がその役割を果たしている。タンパク質間の界面を利用して、アセンブリ経路を予測することができる。タンパク質の固有の柔軟性も重要な役割を果たしており、柔軟性の高いタンパク質ほど、相互作用に利用できる表面積が大きくなる。 
アセンブリと分解とは異なるプロセスであるが、それらはホモマー複合体とへテロマー複合体のそれぞれで可逆的である。したがって全体的なプロセスは、逆アセンブリ (英語: (dis)assembly) と呼ぶことができる。 

### 多タンパク質複合体のアセンブリの進化的意義
ホモ多量体複合体では、ホモマータンパク質は進化を模倣した方法でアセンブリされる。つまり、複合体の進化歴の中に、複合体の中間体が存在しているのである。これとは逆の現象がヘテロ多量体複合体で見られ、元のアセンブリ経路を維持したまま遺伝子融合が起こる。 

## 参照項目
- ヘテロ四量体（英語版）
- 生体高分子複合体（英語版）
- タンパク質サブユニット